# UNIPAJ
UNIPAJ byly jízdenkové automaty ČD pro nákup jízdních dokladů. V roce 2008 nahradily zastaralé automaty typu PAJ. V některých stanicích umožňovaly krom platby InKartou také platbu platební kartou či bankovkami. Po zvolení požadované jízdenky a jejím zaplacení byl jízdní doklad vytištěn na obyčejný termopapír s logem ČD.

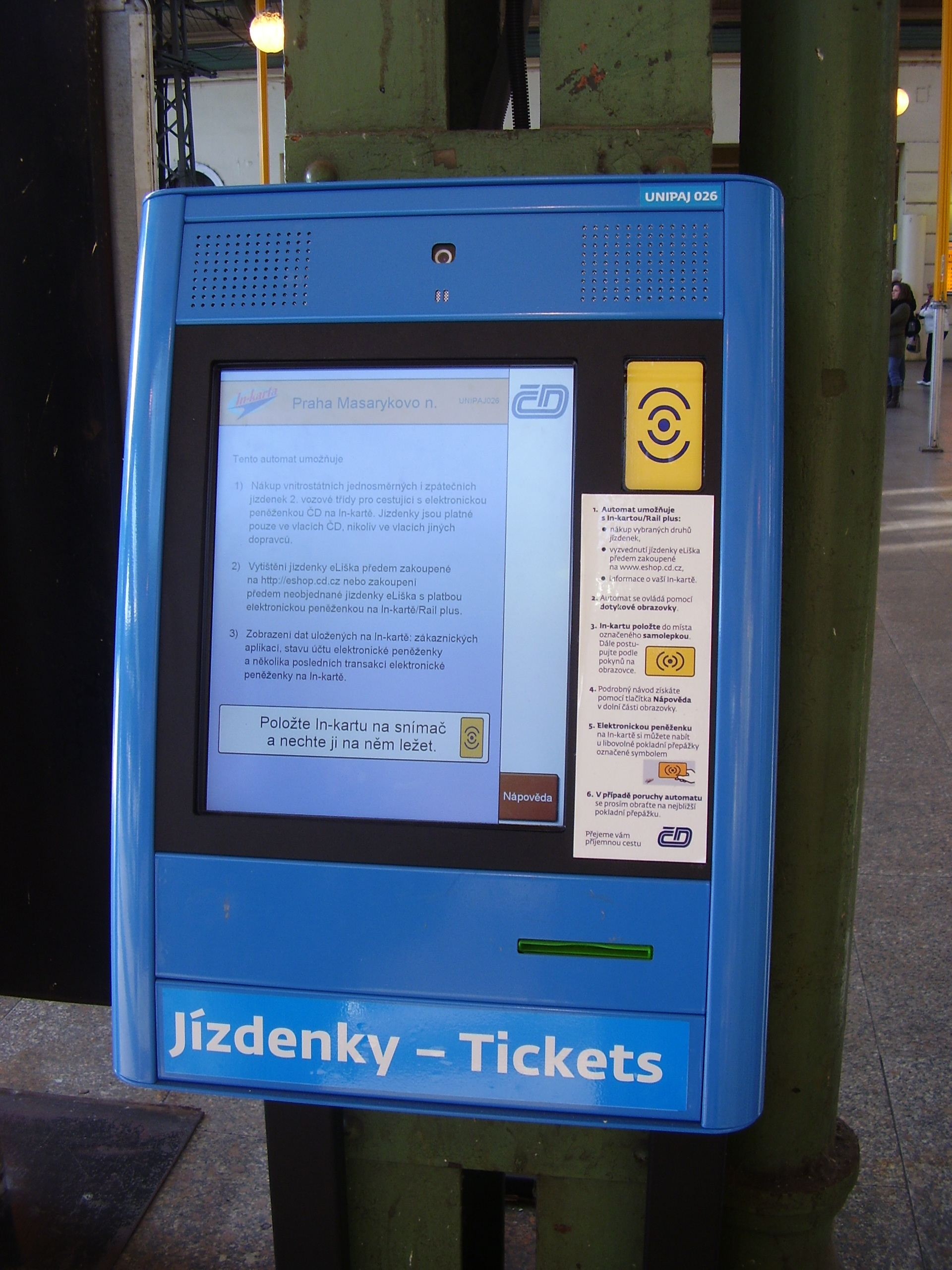
Automat UNIPAJ na Masarykově nádraží v Praze (verze automatu s možností platit pouze InKartou).

Systém do automatů vyvinula firma CHAPS.

## Historie
Automaty typu UNIPAJ byly náhradou za tehdy již zastaralé automaty PAJ (jejichž provoz byl ukončen v roce 2006). Poprvé byl automat UNIPAJ instalován do Brna na hlavní nádraží v roce 2007.
Automaty typu UNIPAJ byly kolem roku 2018 odstraněny. V Praze na hlavním nádraží byl jejich provoz zcela ukončen v průběhu roku 2018. V Brně na hlavním nádraží byly původně automaty 4, avšak zhruba od roku 2015 se zde nacházely už jen dva. I zde byl provoz posledních dvou automatů ukončen v roce 2018. Zůstaly zde ale jako nefunkční až do konce roku 2019. V roce 2020 nebyl v provozu ani jeden automat a ČD do budoucna nepočítaly s jejich náhradou.
Jeden z důvodů ukončení provozu těchto automatů byla pravděpodobně poruchovost. Například v Brně byla skoro pravidelně minimálně polovina automatů (celkem zde byly umístěny 4 automaty) nefunkční. Dalším důvodem bylo možná také to, že se jízdenkové automaty v dnešní době již nevyplatí pro hrstku pravidelných uživatelů s plastovou InKartou provozovat. Automat také neumožňoval platbu novou virtuální InKartou v telefonu. Celková zastaralost a omezené možnosti platby vedly postupem času k menšímu zájmu ze strany cestujících.
U ČD tedy aktuálně (text vložen roku 2020) zůstávají pouze automaty typu MOPAJ, které se nacházejí v některých vlakových soupravách, které jezdí na vlacích se samoobslužným odbavením cestujících. Umožňují nákup jízdenek přímo ve vlaku. Jejich výrobce je firma Mikroelektronika.

## Rozmístění
Automaty UNIPAJ byly umístěn ve stanicích:
| Brno hl.n. (včetně platby mincemi)                                |
| Břeclav                                                           |
| Česká Třebová                                                     |
| České Budějovice                                                  |
| Havířov                                                           |
| Hradec Králové hl.n.                                              |
| Olomouc hl.n. (včetně platby mincemi)                             |
| Ostrava hl.n.                                                     |
| Ostrava-Svinov                                                    |
| Otrokovice (včetně platby bankovkami a mincemi)                   |
| Pardubice hl.n.                                                   |
| Plzeň hl.n. (včetně platby mincemi)                               |
| Praha hl.n. (včetně platby mincemi nebo bankovní platební kartou) |
| Praha-Holešovice                                                  |
| Praha Masarykovo nádraží                                          |
| Prostějov hl.n.                                                   |
| Přerov                                                            |
| Ústí nad Labem hl.n.                                              |

Automatů se ve stanici obvykle nacházelo více.